# Gaullisme de gauche
Le gaullisme de gauche ou gaullisme social est un courant de pensée travailliste français se réclamant de convictions de gauche au sein des partisans du général de Gaulle. Les fondateurs de ce courant sont pour la plupart d’anciens socialistes, radicaux et autres sociaux-démocrates de la France libre et la Résistance, et représentent une minorité réformiste au sein des mouvements gaullistes des différentes époques. 
Regroupés un temps au sein de l'Union démocratique du travail (UDT), ils se sont séparés, après la disparition du général de Gaulle, entre un courant interne au sein des partis gaullistes (UDR, RPR, UMP) et un courant externe rallié à la gauche traditionnelle, quand celle-ci a accepté les institutions de la Ve République, en réaction à la droitisation du gaullisme sous Georges Pompidou et au tournant libéral du RPR sous Jacques Chirac.
Ils n'ont actuellement plus de formation politique autonome et sont dispersés, entre des mouvements de gauche comme le MRC de Jean-Pierre Chevènement, des formations de droite, comme le Club Nouveau Siècle de Bernard Reygrobelletou  l'Union des jeunes pour le progrès (UJP), qui restent proches du parti Les Républicains. Plusieurs mouvements sont ainsi en déshérence, à l'image de la Convention des gaullistes sociaux pour la Ve République de l'ancien ministre Jean Charbonnel.

## Thèses
Les gaullistes de gauche remettant en cause le capitalisme et le communisme avec l'idée de faire émerger une « troisième voie » économique et sociale, par l'association du capital et du travail et la participation. Ils se veulent en effet les défenseurs des convictions sociales du général Charles de Gaulle, héritées de son catholicisme social, de ses rencontres avec des hommes de gauche pendant la Seconde Guerre mondiale et des réformes conduites à la Libération.
Les gaullistes de gauche veulent surmonter la lutte des classes en réconciliant le patron et l'ouvrier, espérant ainsi garantir l'unité et l'indépendance du pays. Ils fondent notamment leur action sur quelques grands discours du général de Gaulle, comme le discours d'Oxford (25 novembre 1941) ou le discours de Saint-Étienne (4 janvier 1948),.
La société de participation qu'ils défendent entend redonner toute sa dignité à l'homme en lui reconnaissant sa représentativité et sa responsabilité en tant que tel : le référendum de 1969, dont le texte prévoyait de fusionner le Sénat et le Conseil économique et social pour en faire une assemblée des forces vives de la nation, et de créer des collectivités décentralisées régionales, en est un exemple.
Cette participation s'étend au monde de l'entreprise, où les gaullistes de gauche contestent la mainmise du capital dans la gestion au détriment du travail. Ils envisagent simultanément l'intégration des salariés en tant que tels au processus de décision (système de cogestion), assortie d'une large et systématique distribution d'actions aux travailleurs en fonction de l'expansion économique de leur outil de production (théorie du pancapitalisme de Marcel Loichot). Dans les années 1970, une partie des gaullistes de gauche contribua en conséquence à l'union de la gauche et au programme commun, comme Jean Charbonnel ou François Binoche.

## Principaux mouvements gaullistes de gauche

### Années 1950-1960
- l'Union démocratique du travail (UDT), leur rassemblement historique et de loin le plus important, créée par René Capitant et Louis Vallon.
- l'Union des jeunes pour le progrès (UJP), fondée par Robert Grossmann[6].
- le Front du Progrès (FP), fondé par Jacques Dauer en 1964.

### Années 1970-1980

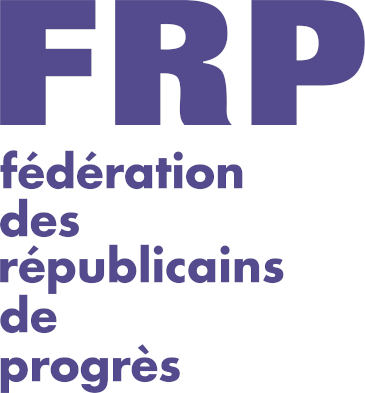

- la Fédération des républicains de progrès (FRP), fondée par Jean Charbonnel en 1976, devenue le Mouvement gaulliste populaire en 1982, un temps allié avec les Radicaux de gauche puis rejoint le Pôle républicain de Jean-Pierre Chevènement et intègre le MRC[7].
- la Coordination nationale des gaullistes d'opposition (CNGO), coalition regroupant en 1977 : la nouvelle Union démocratique du Travail, l'Initiative républicaine et socialiste fondée par Léo Hamon, l'Union travailliste fondée par David Rousset, et le Front des Jeunes Progressistes (FJP), fondé par Dominique Gallet en 1969 à partir de l'aile gauche de l'UJP. Elle s'affirme comme la gauche gaulliste entre 1974 et 1981[8], et s'associe au PS.
- le Mouvement socialisme et participation fondé par Philippe Dechartre et Yvon Morandat (Front travailliste), dont Jacques Chirac fut membre[réf. nécessaire], qui s'associe ensuite au RPR
- le Mouvement des démocrates, fondé par Michel Jobert.

### En activité aujourd'hui
- L'Union des jeunes pour le progrès (UJP) dont le président, actuellement Alexis Lorandeaux, est notamment chargé de remettre le prix de l'Appel du 18 juin à une personnalité gaulliste marquante[9].
- Le Club Nouveau Siècle (CNS) a été fondé par Philippe Dechartre en 2001. Il avait un statut de personne morale associée (PMA) à l'UMP entre 2002 et 2015. Il est présidé depuis 2006 par Bernard Reygrobellet.
- La Convention des gaullistes sociaux pour la Ve République (CGS), fondée par Jean Charbonnel en 2008.
- L’Initiative républicaine et sociale (IRS) est une amicale politique fondée en 2013. Elle se réclame du gaullisme de gauche et du gaullisme social. Cependant, ses membres restent des proches du centre.
- La France en mouvement (LFEM!) est un parti politique fondé en 2017, proche du centre qui se réclame du gaullisme social et des mouvements. Son objectif est de défendre l’humain, loin des appareils des grands partis politiques avec un certain nombre de valeurs traditionnelles de la France rurale.
- République Souveraine (RS) est un parti fondé en 2019 par Georges Kuzmanovic, ancien conseiller de Jean-Luc Mélenchon sur les questions militaires et géopolitiques. Il se réclame du souverainisme social à travers sa critique de l'Union Européenne et de l'OTAN. Il le prône avec un de ses slogans "Avec de Gaulle et avec Jaurès"[10]

## Quelques personnalités gaullistes de gauche
- Charles d'Aragon (1911-1986, MRP - UDT)
- Roger Barberot (1915-2002, RPF - UDT - PR)
- Général Pierre Billotte (UDT)
- Général François Binoche (1911-1997, UGP - Nouvelle UDT)
- Lucien Bitterlin (1932-2017)
- René Capitant (1911-1970, UDSR - UDT - UGP)
- Michel Cazenave (1942-2018, UDT - UJP)
- Jean Charbonnel (1927-2014, MRP - RPF - UDT - UDR - RPR - Action pour le renouveau du gaullisme et de ses objectifs sociaux (ARGOS))
- Maurice Clavel (1920-1979, UDT)
- Emmanuel d'Astier de La Vigerie (1900-1969, UP)
- Pierre Dabezies - (1925-2002, FRP - MGP - PR - MRC)
- Jacques Dauer (1926-2008, RPF - MC - FP - UT - RPR)
- Jacques Debû-Bridel (1902-1993, UDT - UT - Nouvelle UDT)
- Jean Dutourd (1920-2011, UDT)
- Philippe Dechartre (1919-2014, PR - UDT - MSP - CNS)
- Edgar Faure (1908-1988, Radical-socialiste - RGR - GD - UDR - RPR - GD)
- Dominique Gallet (1947-2015, UJP - Participation - FJP)
- Daniel Garrigue (né en 1948, RPR - UMP - RS)
- Georges Gorse (1915-2002, SFIO - UDVème - UDR - RPR)
- Gilbert Grandval (1904-1981, UDT - UT)
- Frédéric Grendel (1924-2001, UDT)
- Michel Grimard (né en 1936, UJP - Participation - FJP - UT - FRP - RPR)
- Yves Guéna (1922-2016, UDT - UDR - RPR - UMP)
- Léo Hamon (1908-1993, MRP - UDT - UDR - IRS)
- Jean-Marcel Jeanneney (1910-2010, UDR - MR)
- Michel Jobert  (1921-2002, MD)
- Lucien Junillon (1909-1984, Front travailliste)
- Joseph Kessel (1898-1979, UDT)
- Pierre-René Lemas[11] (né en 1951).
- Irène de Lipkowski (1989-1995, UDT)
- Jacques J. P. Martin (né en 1942, UDT - UJP - UDR - RPR - UMP)
- Claude Mauriac (1914-1986)
- Jean Mattéoli (1922-2008, FT).
- Yvon Morandat (1913-1972, UDSR - RPF - UDT - FT).
- Raymond Offroy (1909-2003, UDR)
- André Philip (1902-1970, SFIO, PSU)
- Elie-Jacques Picard (1920-2007, UT)
- Edgard Pisani (1918-2016, GD - UD-Ve - App. PS)
- Yann Poilvet (1927-2013, UDT)
- Christian Poncelet (1928-2020, UDT - UDR - RPR - UMP)
- Alain Ravennes (1948-1994)
- Bernard Reygrobellet
- David Rousset (1912-1997, UDR - FT)
- Jean-Michel Royer (1933-2009, UJP)
- Philippe de Saint Robert (né en 1934, UDT)
- Amiral Antoine Sanguinetti (1917-2004, CNGO - PS)
- Raymond Schmittlein (1904-1974, RPF - UNR-UDT)
- Louis Terrenoire (1908-1992, MRP - UNR/UDT - UDR)
- Alain Terrenoire (né en 1941, UNR - UDR)
- Louis Vallon (1901-1981, SFIO - RPF - UDT - UDR)

Depuis les années 1980, ces mouvements se sont ralliés soit au néo-gaullisme du RPR, soit à la Gauche traditionnelle par rapprochement avec le PS lors de l'alternance de 1981, rejoignant la majorité présidentielle sans pour autant s'organiser dans une structure commune. Certains ont rejoint le Pôle républicain de Jean-Pierre Chevènement sur la gauche de l'échiquier politique, puis le Mouvement républicain et citoyen.